# 待ちくたびれてヨコハマ
「待ちくたびれてヨコハマ」（まちくたびれてヨコハマ）は、1985年4月3日に発売された柏原芳恵の21枚目のシングル。

## 概要
神奈川県横浜市を舞台にした所謂ご当地ソングである。作詞・作曲は、わらべの「めだかの兄妹」「もしも明日が…。」や、テレサ・テンの「つぐない」「時の流れに身をまかせ」などのヒットで知られる荒木とよひさ・三木たかしコンビが担当した。
オリコンチャートでは最高位9位で、シングル売上は10.7万枚。また。TBS系『ザ・ベストテン』の最高位は8位だったが、同番組でのTOP10入りは本楽曲が最後となった。ただし、日本テレビ系列の『ザ・トップテン』では、1986年の「春ごころ」まで10位以内へのランクインを果たした。

## 収録曲
- 全曲作詞：荒木とよひさ／作曲：三木たかし／編曲：若草恵

1. 待ちくたびれてヨコハマ (3分43秒)
2. 時間を下さい (3分50秒)